# الرياضة في الإسلام
الرياضة   هي مجموعة من الأعمال يقوم بها الإنسان بصورة فردية أو جماعية لغرض تنمية الجسم وتدريبه وإشغال الوقت وتهذيب السلوك. وقد وصّى الرسول    على الاهتمام بما يقوي الجسد ويحفظهُ صحيحاً سليماً، ومن ذلك التربية الرياضية التي تسهم في بناء الجسد بناءً سليماً.

## دليل مشروعية الرياضة
لقد دعا الإسلام إلى ممارسة الأنشطة الرياضية المفيدة، ورغب النبي بها وكان يوجه الصحابة إليها، لما فيها من تقوية للأجساد والمحافظة على سلامتها. قال: «المؤمن القوي خير وأحب إلى الله من المؤمن الضعيف، وفي كلٍّ خير». (صحيح مسلم، كتاب القدرة، باب في الأمر قوة.)
الإنسان عقل يدرك، وقلب يحب، وجسم يتحرك، وغذاء العقل العلم، وغذاء القلب الحب، وغذاء الجسم الطعام والشراب، إذا لبى الحاجات الثلاثة تفوق، أما إذا اكتفى بواحدة تطرف، الرياضة توفر للجسم قوته، وتزيل عنه أمراضاً، ومخلفات ضارة بطريقة طبيعية، هي أحسن الطرق في هذا المجال، والناس من قديم الزمان لهم طرق وأساليب في تقوية أجسامهم، وكل أمة أخذت منها ما يناسب وضعها ويتصل بأهدافها.

## حكم الرياضة في الإسلام
حكم الرياضة في الإسلام فالحكم العام هو 《جائز》، لأن الأصل في الأشياء الإباحة، ولا يحرم شيء إلا بدليل قطعي وثابت، بينما العبادات الأصل فيها الحظر، ولا تشرع عبادة إلا بالدليل القطعي والثابت، والرياضة شيء من الأشياء الأصل فيها الإباحة.
أما إذا كانت من أجل تقوية الأبدان، فإنها ترتفع عن مستوى الإباحة إلى مستوى الاستحباب، بل إلى مستوى الندب، بشرط أن تكون الممارسة بريئة من كل معصية، وهادفة إلى تقوية الأبدان، وتقوية الأرواح، وهذا أرجح الأقوال في موضوع الرياضة.
والإسلام لا يمنع تقوية الأجسام بل يريد من المؤمن أن يكون قوياً في جسمه، وفي عقله، وفي أخلاقه، وفي روحه، لأن الحق يحتاج إلى القوة، في الأمم الأخرى الحق هو القوة أما في نظر الإسلام، الحق ما جاء به الكتاب والسنة لكنه يحتاج إلى قوة، لذلك قال النبي عليه الصلاة والسلام:
المؤمن القويُّ خيْر وأحبُّ إلى الله من المؤمن الضعيف[أخرجه مسلم عن أبي هريرة]والجسم القوي أقدر على أداء التكاليف الدينية والدنيوية،
والإسلام لا يشرع ما فيه إضعاف الجسم إضعافاً يعجزه عن أداء هذه التكاليف، بل خفف ببعض التشريعات إبقاء على صحة الجسم، فأجاز أداء الصلاة قعوداً لمن عجز عن القيام، وأباح الفطر لغير القادرين على الصيام، ووضع الحج والجهاد عن غير المستطيع، وقد قال النبى لعبد الله بن عمرو بن العاص، وقد أرهق نفسه بالعبادة صياماً وقياماً: صم وأفطر، وقم ونم، فإن لبدنك عليك حقاً، وإن لعينك عليك حقاً[متفق عليه عن عبد الله بن عمرو بن العاص]
مظاهر الرياضة البدنية في الإسلام كثيرة، والتكاليف الإسلامية نفسها يشتمل كثير منها على رياضة الأعضاء، إلى جانب إفادتها في رياضة الروح، واستقامة السلوك

## الروح الرياضية في الإسلام
أقرَّ الإسلام الرياضة، وشجع عليها، وبهذا نعرف مدى شمول الإسلام لكل مظاهر الحضارة، والإطار العادل الذي وضع للمصلحة العامة، ويلاحظ أن التربية الرياضية لا تثمر ثمرتها المرجوة إلا إذا صحبتها الرياضة الروحية الأخلاقية، وإذا كانت هناك مباريات يجب أن يحافظ على أدائها وعلى آدابها التي من أهمها، عدم التعصب، فإذا حدث انتصار لفرد أو لفريق، وكان الفرح بذلك على ما تقتضيه طبيعة البشر، وجب أن يكون هناك أدب وذوق، فالقدر قد يخبئ للإنسان ما لا يسره، وقد تكون الجولات المستقبلة في غير صالح الفائز.
أعرابي سبق بجمله ناقة النبي ـ عليه الصلاة والسلام ـ التي كانت لا تسبق، وشقّ على المسلمين ذلك، فتمثلت في النبي ـ عليه الصلاة والسلام ـ الروح الرياضية الصحيحة كما يعبر عنها المحدثون، فقال النبي عليه الصلاة والسلام: إن حقاً على الله ألا يرفع شيئاً من الدنيا إلا وضعه
أشار إلى ناقته الأولى دائماً فلم تربح السباق، هذا من أدبه، ومن حكمته، ومن هديه، هدأ بهذا الكلام ثائرة المتحمسين له.
ومرة تسابق مع عائشة فقالت: تسابقت أنا ورسول الله فسبقته، فلما ركبني اللحم سبقني، فقال: يا عائشة هذه بتلك.
تعادل.

## أهداف الرياضة في الإسلام
تهدف الرياضة إلى:
- حفظ جسم الإنسان قوياً نشيطاً، يؤدي وظائفه بشكل طبيعي، فهي غذاء للجسم والعقل معا، وتمد الإنسان بالطاقة اللازمة للقيام بمختلف الأعمال، وتُحسن عمل القلب، وتقوي العضلات وتزيد مرونة المفاصل[ ؟ ] وتُكسب الجسد اللياقة البدنية والذهنية، والقوة والحيوية والنشاط.
- الحاجة لجسم قوي لمواجهة الأعداء.
- ملء وقت الفراغ عند الشباب بما هو خير، حتى لا يكون مجالاً للانحلال والفساد، وبذلك يتم توجيه طاقات الشباب إلى ما هو نافع وتحقيق التمتع لهم بما هو مفيد.
- تنمية روح التعاون، ويكون بالمنافسة الشريفة الهادئة بين الأفراد والجماعات. وتنمي أخلاق الفرد وتحسن من تعامله مع الآخرين، فتدفعهُ إلى الصدق والأخلاق الكريمة.

## الرياضة التي عُرفت في عهد الرسول
قد عُرف في عهد الرسول- صلي الله علية وسلم - من أنواع الرياضة ما يأتي:
- الجري على الاقدام، فكان الصحابة رضي الله عنهم يتسابقون، وكان رسول الله يُقرهم على ذلك.
- الرماية، وهي رياضة تقوي الذراعين وتحتاج إلى قوة كبيرة يقول النبي صلى الله عليه وسلم:«ألا إن القوة الرمي».(صحيح مسلم، كتاب الإمارة، باب فضل الرمي.)
- الفروسية وركوب الخيل، ففي حديث أبو هريرة، أن النبي قال: «لا سبق إلا في خُفِ أو حافر أو نصل». (سنن أبي داوود، كتاب الجهاد، باب السبق.)
- السباحة، قال عمر بن الخطاب (علموا أولادكم السباحة والرماية، ومروهم فليثبوا على ظهور الخيل وثبا).
- المصارعة، وقد كانت المصارعة زمن الرسول منافسة تظهر قوة الرجال بحيث يلقي أحد المنافسين الآخر أرضاً دون إيذاء أو ضرر أو سخرية منه، كما فعل الرسول مع ركانة حيث كان رجلٌ اسمه ركانة بن زيد صارع الرسول وكان أقوى الرجال في المدينة، فصرعهُ النبي.
- السيف، وللمسايفة التي هي المقاتلة بالسيف الخشبي قصد التدريب، أو المقاتلة بالسيف مع خصم متوهم، وهذه الأخيرة تعمل على تقوية الذراعين والجسم.
- المشي، وهي من أفضل الرياضات في تقوية الجسم مع سهولتها، وقد كان النبي من أسرع الناس مشيا.(السلسلة الصحيحة).

## ضوابط ممارسة الألعاب الرياضية عند المسلم
- يجب الاحتشام في اللبس عند ممارسة الألعاب الرياضية، فلا يحل كشف العورة بحجة ممارسة الرياضة.
- ان لا تلهي الرياضة عن أداء العبادات والواجبات الدينية في أوقاتها كما أمر الله، فلا تضيع الصلاة ولا تُنهك حُرمة الصيام.
- عدم الاختلاط بين الجنسين أثناء ممارسة الرياضة، فلكل جنس[ ؟ ] أن يمارس ما يناسبه من الرياضة في مكان خاص بهم.
- عدم إتخاذ المسابقات الرياضية وسيلة للكسب الحرام كالمراهنات والقمار.
- عدم إيقاع الأذى المقصود بالمخلوقات من الناس أو الحيوانات، كإتخاذ الطيور أهدافاً للتدريب على الرماية، أو تعذيب الحيوان، أو التحريش بين الطيور والحيوانات بقصد اللهو مثل مصارعة الثيران، والاستمتاع بمناظرها لنهي النبي عن إتخاذ الطيور غرضاً يرمى، والتحريش بين البهائم. أو إيذاء الإنسان كما يجري في بعض أنواع المصارعة.
- أن تكون الرياضة مشروعة وأن لا تُعرض حياة الإنسان للخطر المحقق.

## دليل جواز ممارسة المرأة للرياضة
السيدة عائشة ـ رضي الله عنها ـ كانت مع النبي ـ عليه الصلاة والسلام ـ في سفر قالت : فسابقته فسبقته فلما حملت اللحم ـ ازداد وزنها ـ سابقته فسبقني، فقال: يا عائشة هذه بتلك[أبو داود عن عائشة]
.